# مگنوولیا (کارولینای شمالی)
مگنوولیا (به انگلیسی: Magnolia) شهری در ایالت کارولینای شمالی کشور ایالات متحده آمریکا است که جمعیت آن در سرشماری سال ۲۰۱۰ میلادی، ۹۳۹ نفر بوده‌است.